# آدائوچی سوزنجی بابا
آدائوچی سوزنجی بابا (انگلیسی: Adauchi sōzenji baba) یک فیلم به کارگردانی ماکینو ماساهیرو است که در سال ۱۹۵۷ منتشر شد. از بازیگران آن می‌توان به اوتومو ریوتارو اشاره کرد.